# گربه‌خوان خال‌خالی
گربه‌خوان خال‌خالی (نام علمی: Ailuroedus maculosus) نام یک گونه از سرده گربه‌خوان‌ها است.